# Alex palparia
Alex palparia é uma espécie de inseto do gênero Alex, pertencente à família Formicidae.